# Chulalongkorn
Chulalongkorn (pronunciació: [t͡ɕùlaːloŋkɔːn]) o Rama V, el Gran (nom de govern Phra Chunlachom Klao, pronunciat [pʰráʔ ʨunláʨɔːm klâw], en tailandès: พระบาทสมเด็จ พระจุลจอมเกล้าเจ้าอยู่หัว, (Bangkok, 20 de setembre de 1853 -23 d'octubre de 1910) fou el cinquè rei de la Dinastia Chakri de Siam. És considerat un dels més grans sobirans siamesos.
Era fill del rei Mongkut (Rama IV) i de la reina Debsirinda. Va rebre una àmplia formació que incloïa classes particulars de prestigiosos professors com Anna Leonowens, tema en què es va basar la pel·lícula Anna and the King.
Va succeir al seu pare oficialment l'1 d'octubre de 1868 però sota la regència de Si Suriyawongse durant quatre anys, temps que va emprar el jove rei en visitar els territoris occidentals de Java, l'Índia i Singapur on va conèixer la política internacional colonialista, principalment dels països europeus. Més tard, durant el seu regnat, va viatjar dues vegades al continent europeu, en 1897 i 1907.
El 16 de novembre de 1873 va ser de nou coronat i reconeguda la seva majoria d'edat per governar com a sobirà de Tailàndia. Durant l'època va haver de contenir els desigs d'expansió colonial de França i el Regne Unit al sud-est asiàtic. Finalment va aconseguir sostenir la independència de Tailàndia, encara que va haver de cedir alguns territoris: Laos, Cambodja i zones al nord de Malàisia.
A l'interior, va iniciar un procés de reformes des de les velles estructures econòmiques feudals i de govern absolut del monarca cap a un model social més obert i la formació d'un govern o gabinet destinat a executar un programa de modernització. Va organitzar el territori en províncies i districtes, va declarar l'amnistia dels presos polítics i va abolir l'esclavitud. El conjunt de reformes va permetre que els senyors dels diferents territoris perdessin poder davant l'administració central. En 1896 es va posar en funcionament el primer ferrocarril del país que unia Bangkok amb Ayutthaya, va declarar una llibertat parcial de pràctiques religioses, en permetre que l'islam i el cristianisme fossin cultes públics autoritzats, va introduir el sistema monetari modern i el calendari occidental.
El rei Chulalongkorn tenia quatre mullers: les reines Saovabha Bhongsi, Savang Badana, Sunandha Kumariratana i Sukumalmarsi, a més de 32 consorts. El va succeir el segon dels seus 77 fills, Vajiravudh, com a Rama VI. El dia de la seva mort, 23 d'octubre, és festa nacional a Tailàndia.